# Красний Хлібороб
Красний Хлібороб (рос. Красный Хлебороб)  — хутір Гіагінського району Адигеї Росії. Входить до складу Айрюмовського сільського поселення.

## Сучасність
У хуторі 1 вулиця - Залізнична. Населення —  43 особи (2015 рік) Найближчі об'єкти соціальної інфраструктури розташовані в хуторі Прогрес.

## Географія
Площа території хутора становить - 0,19 км², на які припадають 0,14% від загальної площі сільського поселення.
Населений пункт розташований на Закубанській похилій рівнині, у перехідній від рівнинної в передгірську зону Республіки. Середні висоти на території хутора становлять близько 151 метра над рівнем моря. Рельєф місцевості являє собою в основному хвилясті рівнини, що має загальний ухил з південного заходу на північний схід, з горбисто-курганними височинами.